# Haus des Volkes (Probstzella)

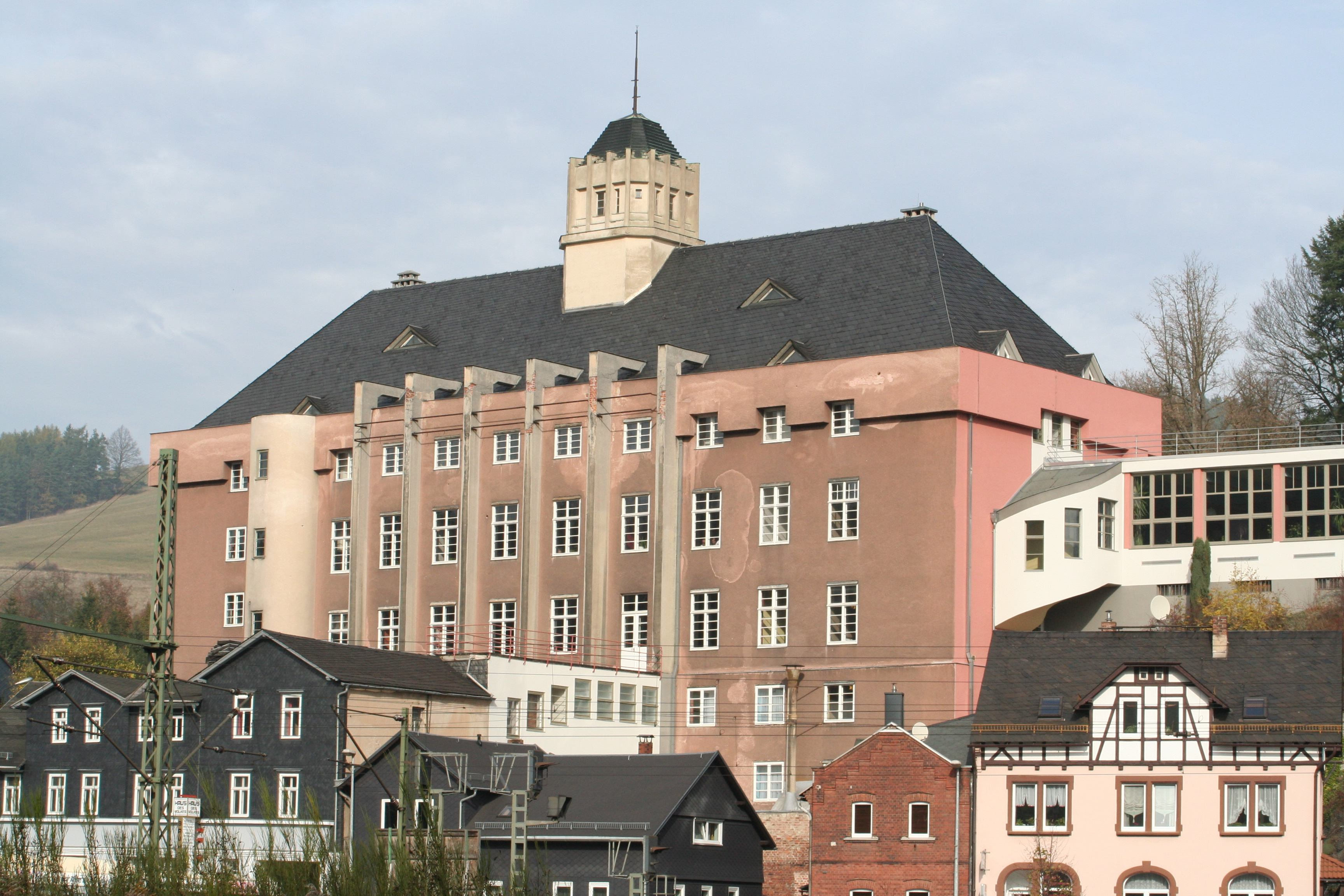
Haus des Volkes

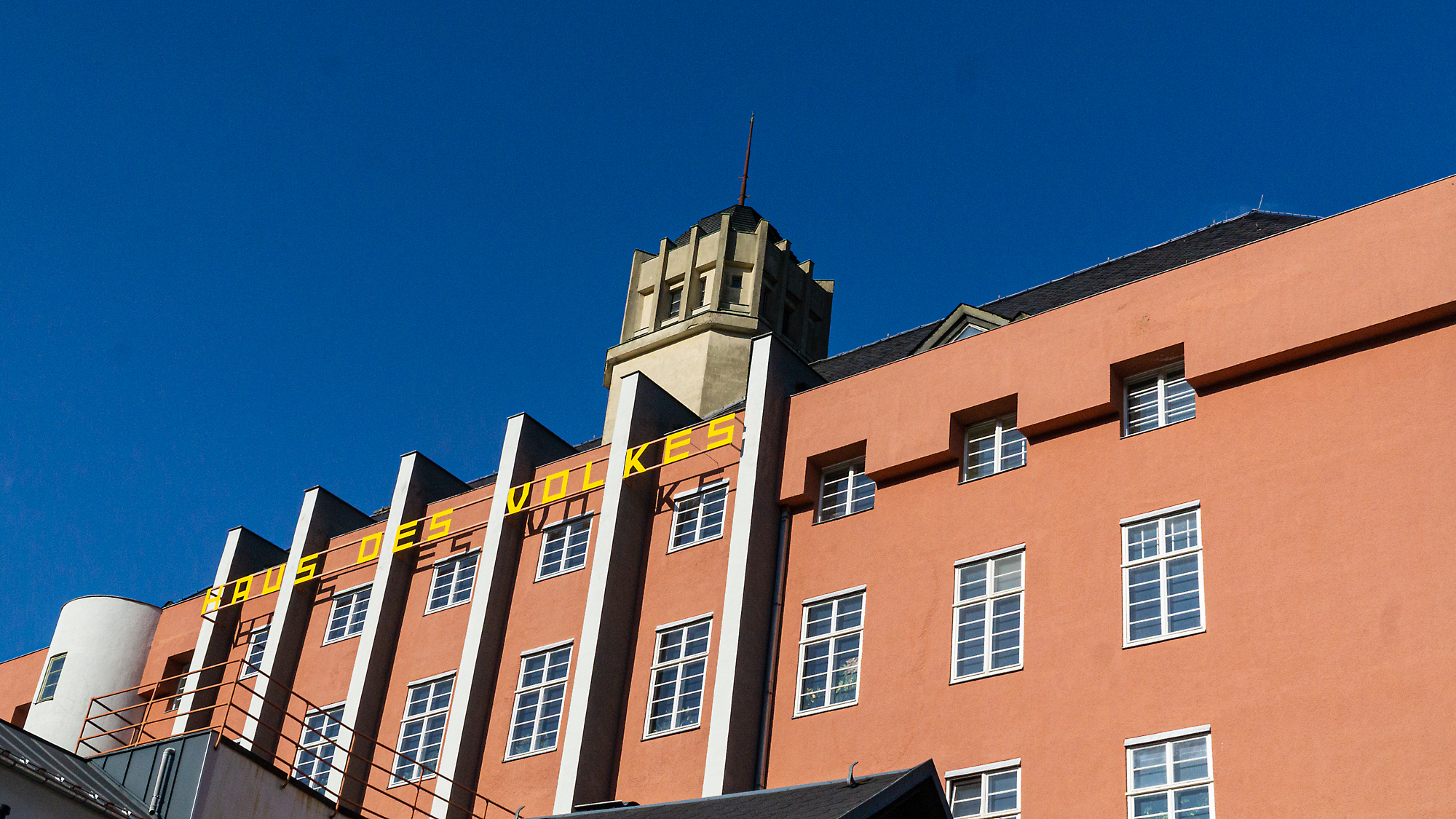
Bauhaus-Hotel „Haus des Volkes“, Probstzella, Westfassade (2019)

Das Haus des Volkes ist ein Gebäude in Probstzella (Thüringen), das der sozialreformerische Industrielle Franz Itting von 1925 bis 1927 von Alfred Arndt und Ernst Gebhardt als Hotel und Volkshaus errichten ließ. Die gesamte Inneneinrichtung gestalteten Künstler des Bauhauses Dessau, es handelt sich um das größte in Thüringen realisierte Bauhaus-Ensemble.
Nach der Enteignung Ittings im Jahr 1950 betrieb die Gemeinde das Volkshaus und auch der DDR-Zoll nutzte das Gebäude. 1970/1971 baute man das Gebäude im Inneren um und es kam ein weiteres Restaurant hinzu. Das mittlerweile heruntergekommene Haus und der Hotelpark erhielten 1995 Denkmalstatus. Beides ersteigerten 2003 Privatpersonen. Sie sanierten das Gebäude und nutzen es wieder im ursprünglichen Sinn. Für Sanierungsarbeiten an einem Teilbereich des Gebäudes erhielten die Bauherren 2005 den Deutschen Fassadenpreis. Das Restaurant eröffnete Ende 2005 und 2008 das Bauhaushotel. Seit dem Jahr 2016 kann die Geschichte des Hauses in der hauseigenen digitalen Führung mittels Smartphone oder Tablet erforscht werden.

## Bauwerk

### Baukörper
Das Haus des Volkes beherrscht durch seine Größe das Ortsbild von Probstzella. Es befindet sich gegenüber dem Bahnhof und steht zurückgesetzt hinter einer Häuserzeile. Diese Häuserzeile war schon damals vorhanden. Durch den „Meininger Hof“ (Gasthaus) ging der Eingang in den Hof des Gebäudes, wo sich der Haupteingang für das Hotel befand. Auf der anderen Seite des Gebäudes zum Park hin befand sich der zweite Eingang für den Saal.
Es handelt sich in Hinsicht auf seine Kubatur um einen in den Hang zurückgesetzten mehrgeschossigen Bau, durch die Hanglage in der Geschossigkeit variierend, zur Straße sechs-, zum Garten zwei- bzw. dreigeschossig, das Äußere von kompakter Monumentalität, geschlossenem kubischen Umriss und weitgehend eingehaltener Mittelachsensymmetrie. Über dem schweren, von den Attikafenstern durchbrochenem Abschlussgesims befindet sich ein verschiefertes Walmdach auf Stahlbetonbindern mit massivem Dachturm und kleinen Dreiecksgaupen.
Im Inneren des Gebäudes befindet sich eine bauzeitliche Ausstattung: Fußböden, Türen, massive Treppen mit Handläufen, der große Saal mit umlaufender Empore und sichtbaren Betondachbindern, um nur einiges zu nennen.

### Außenarchitektur und Umfeld

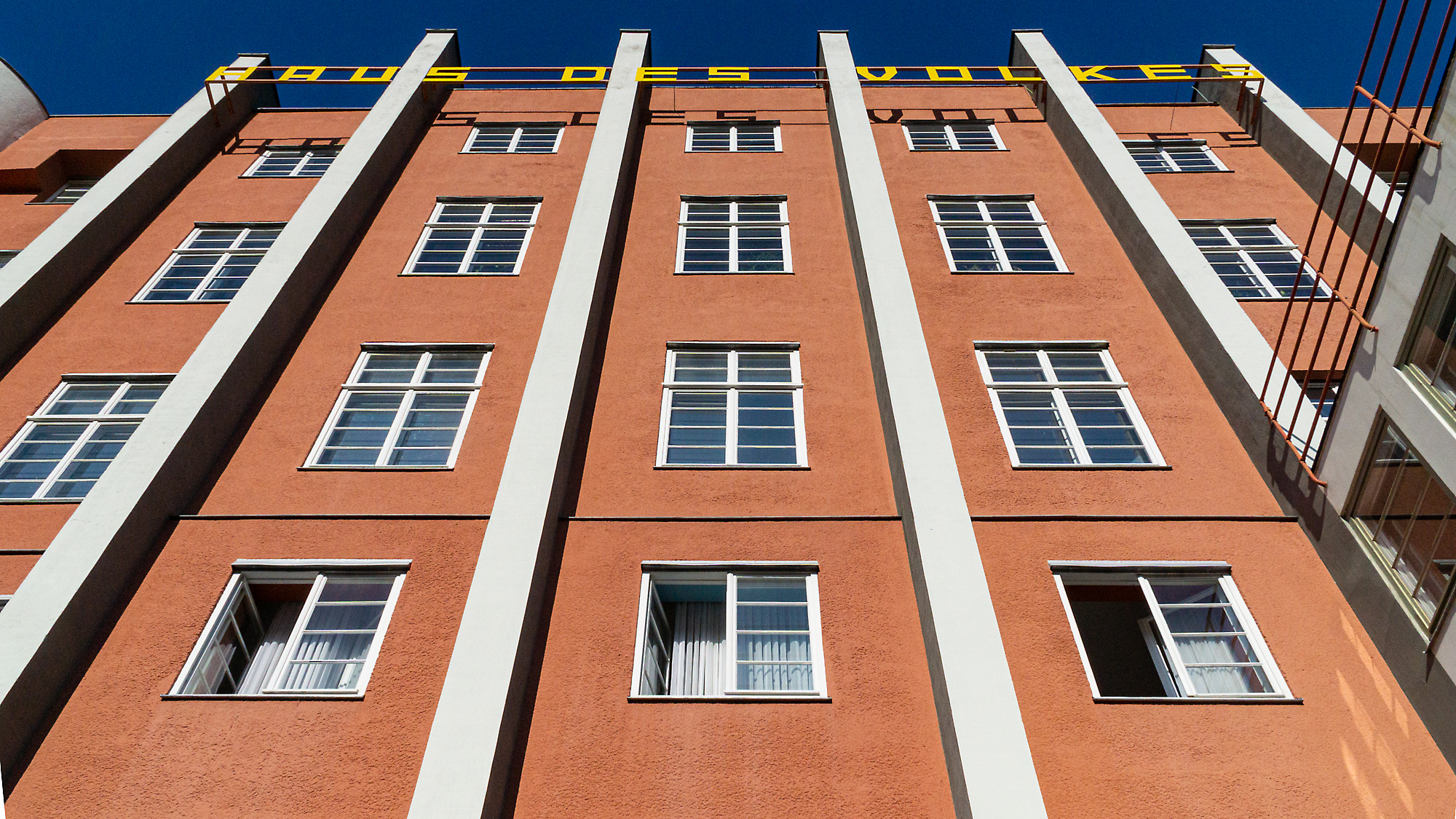
Bauhaus-Hotel „Haus des Volkes“, Probstzella, Westfassade frontal (2019)

Die Fassaden sind sparsam durch wenige Details gegliedert, am Mittelteil befinden sich zu beiden Seiten mehrere nach außen sichtbare, schlanke, die Geschosse ungebrochen durchlaufende Betonstreben (dienen zur Gestaltung des Gebäudes und vermutlich auch zur Dachentwässerung). Beim Dachturm wird die Gliederung ähnlich wiederholt.
Im linken Teil der Straßenfassade ist ein halbrund vorschwingender, vom dritten Geschoss an aufgehender Erker sichtbar. Die Fassaden sind sonst nur durch die mehrsprossigen Flügelfenster aufgeteilt.
Zum ehemaligen Hotel an der Straße führt ein dreigeschossiger, einfach verputzter Verbindungsbau (Stahlbetonskelettbau).
Die Außentreppe besteht an der Nord-West-Seite aus Granit und im Hof befindet sich Natursteinpflaster. An der Nord-Ost-Seite des Baues ist eine flache Saalterrasse angebunden, welche am Außenbau über das spiralförmig gedrehte Treppenhaus, weiter östlich über einen überdachten Gang mit der Saaltreppe verbunden ist.
Der Pavillon ist ein zweigeschossiger, auf Stahlbetonskelett über den Hang hinausgeschobener abgestufter Flachbau, wobei seine Wände durch die Skelettbauweise weitgehend in große Glasflächen aufgelöst sind. Vom Obergeschoss ist das Flachdach als Terrasse begehbar.

### Grundriss
Die Grundrisse der einzelnen Geschosse (6 Geschosse) sind klar strukturiert. Sie passen sich der unterschiedlichen Umgebung am Hang an. Sie wurden im Laufe der Zeit verändert oder umgenutzt.

### Bauteile
Es handelt sich um einen Stahlbetonskelettbau, wobei die Wände zwischen den Stützen aus Mauerwerk bestehen. Die Stahlbetonstützen, die zur Be- und Entlüftung des Gebäudes dienten, sind hohl. Das Gebäude ist außen und innen verputzt. Bei den Fenstern handelt es sich um Holzkastenfenster, welche durch mehrere Reihen Sprossen eingeteilt sind. In der breiten Attika läuft die Dachentwässerung des Gebäudes entlang, wobei sich die Fallrohre in den außenliegenden Stahlbetonstreben befinden. Das Walmdach ist schiefergedeckt und die Dachkonstruktion besteht aus Stahlbetonträgern.
Der Dachturm besteht wiederum aus Stahlbetonstützen (hier endet die Be- und Entlüftung) und ist ausgemauert.

### Baumaterialien und Farben
Das Haus des Volkes besteht aus Stahlbeton und Mauerwerk, wobei die Wände verputzt sind. Die Dachdeckung besteht aus Schiefer.
Farblich dominieren ein leichtes Rostrot, welches fast ins rosafarbene geht und das schimmernde schwarzblau der Schiefer auf dem Dach. Die außenliegenden sichtbaren Betonstreben sind grau. Die Rahmen der Holzfenster, auch die der Dreiecksfenster auf dem Dach, sind weiß gestrichen. Einige Bauteile, wie z. B. das halbrunde, spiralförmige Treppenhaus und der halbrunde Erker heben sich hellgrau ab.

### Erkennbare Veränderungen und heutiger Zustand
1970/71 Um- und Anbauarbeiten, wobei viel vom eigentlichen Innenausbau verändert wurde (Bühne, Orchestergraben, abgehängte Decke).
Das Gebäude ist heute denkmalgerecht saniert.

### Gesamtanlage

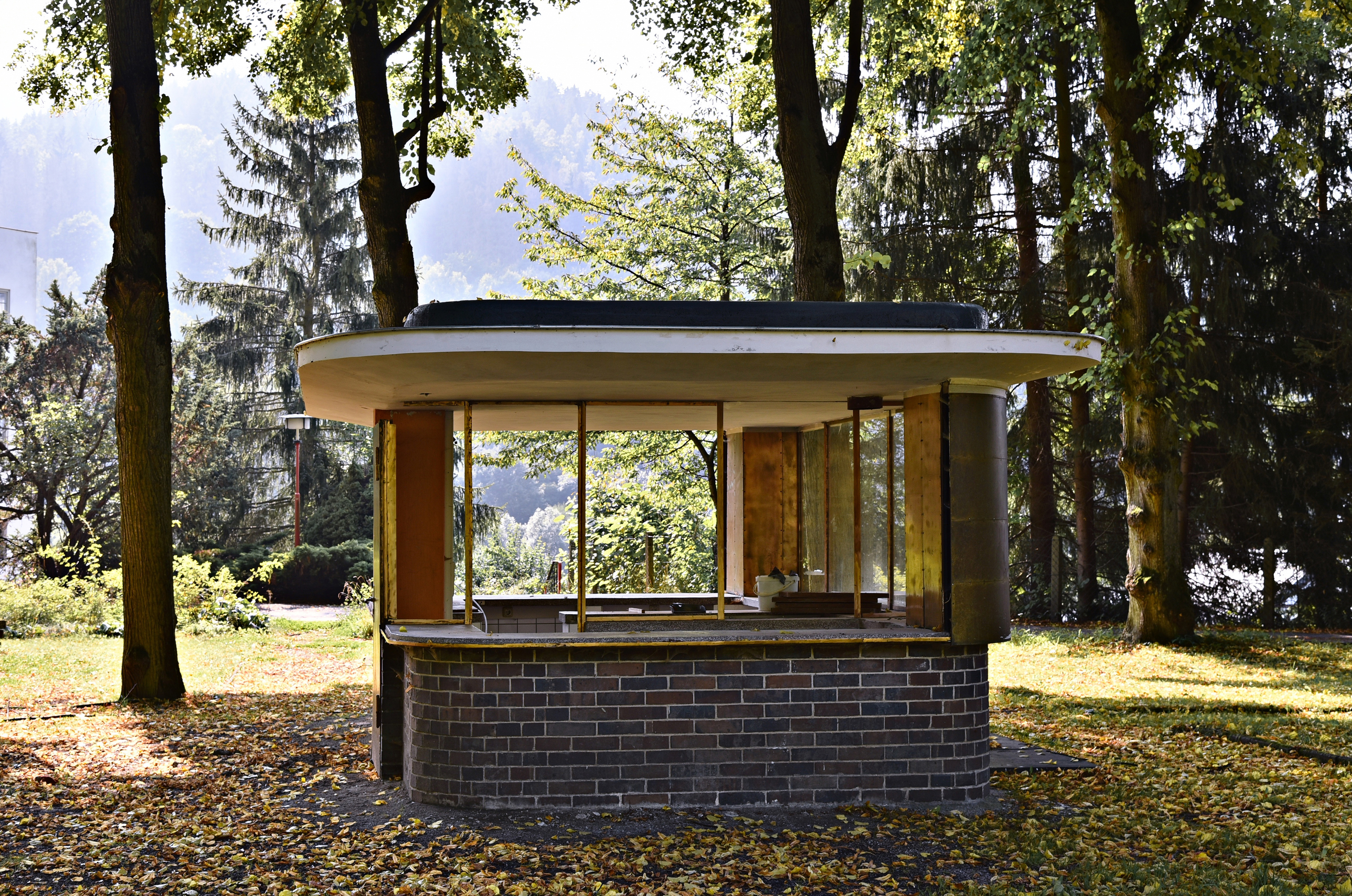
Kiosk im Park

Zum Haus des Volkes gehören größere Gartenanlagen hangaufwärts, welche im Norden und Osten von terrassierten Hängen eingefasst sind. Kiosk, Tonhalle, Garagen und Brunnen gehören ebenfalls zu dem Gebäudekomplex und stehen ebenfalls unter Denkmalschutz.

## Geschichte des Gebäudes

### Vorgeschichte und Konzeption
Das Haus des Volkes in Probstzella zählt zu den wenigen realisierten Beispielen von Bauhausarchitektur in Thüringen. Das Gebäude ist äußerlich ein Zwitter aus traditionellem Baukörper mit Satteldach, das trotzdem noch ein modernes Aussehen erhielt. Im Inneren ist die Gestaltung frei, und somit gehört es zu den wenigen realisierten Beispielen für komplette Innenausbauten der Bauhauswerkstätten.
Als Arndt mit dem Bauhaus 1925 nach Dessau zog, befreundete er sich mit Gotthardt Itting, dem Sohn des thüringischen Unternehmers und führenden SPD-Mitgliedes Franz Itting.
Franz Itting errichtete in dieser Zeit in Probstzella, an den Südhängen des Thüringer Waldes gelegen und mit Schnellzugstation an der Strecke Nürnberg–Berlin, ein Hotel mit großem Saal, das Volkshauscharakter haben und gleichzeitig den Fremdenverkehr in dieser Region ankurbeln sollte. Arndt sah die ganz konservativen Pläne des Saalfelder Architekten Klapproth und konnte den Bauherrn davon überzeugen, dass ein modernerer Bau für seine Zwecke besser wäre.
Nach der Besichtigung der Baustelle, die bereits eingerichtet war und an der erste Felssprengungen (das Gebäude steht direkt an einem Felsabbruch) erfolgt waren, übernahm Arndt die gestalterische Leitung des Baus. Klapproth war weiterhin am Baugeschehen beteiligt, maßgeblich am Querbau (Meininger Hof) und hielt auch eine Rede bei der Eröffnung des Hauses am 30. April 1927. Ab April 1926 war Arndt fast ausschließlich in Probstzella, wenn er auch beim Bauhaus weiterhin eingeschrieben blieb. Sein Mitarbeiter war sein alter Freund Ernst Gebhardt.
Das Haus des Volkes war von Anfang an für die Bevölkerung allgemein geplant. Es sollte von allen genutzt werden, wie sein Name es zum Ausdruck bringt. Es gab Veranstaltungen, und auch Kinovorführungen waren möglich, wobei das Gestühl hierfür variabel eingesetzt werden konnte. Die Schräge konnte man wieder ausbauen. Interessant war auch das ausgeklügelte Lüftungs- und Heizungssystem. Das Gebäude wurde über Abwärme aus dem Elektrizitätswerk von Franz Itting beheizt. Die Lüftung erfolgte über die Stahlbetonstützen und führte in den Turm hinauf, wo die Abluft abging. Es wird berichtet, dass im Roten Saal 300 Personen Zigarren rauchen konnten, ohne dass man etwas davon verspüren solle. Nachteil war aber die Beheizung. Als das Elektrizitätswerk nicht mehr betrieben wurde, war es sehr mühsam, den Saal zu temperieren.
Stoffe, Möbel, Lampen, Türgriffe, alles wurde in den Bauhauswerkstätten erstellt. Die Möbel stammen von Arndt, Gebhardt und Breuer, die Stoffe und Vorhänge von Marlis Heumann, die Lampen aus der Metallwerkstatt, die Möbelstoffe aus der Bauhausweberei und die farbige Gestaltung von Alfred Arndt. Arndt hatte an der Gestaltung aller Dinge mitgewirkt. So war z. B. das Gestühl auf der Empore des Roten Saales eine von ihm entwickelte Abwandlung von Breuers Auflagestuhl des Dessauer Bauhauses.

### Inbetriebnahme und Nutzung
Am 1. Mai 1927 wurde der Bau feierlich eingeweiht. Arndt entwarf für das Haus des Volkes auch alle Geschäftspapiere, von der Einladung zur Eröffnung über Speise- und Weinkarten sowie Rechnungen bis zu Plakaten für Veranstaltungen.
Arndt konnte die Architektur des Gebäudes nicht mehr durchgreifend ändern. Trotz der Bereinigung der Fassade blieb das Haus des Volkes ein repräsentativer Bau mit auffälliger Mittelbetonung und einigen expressionistischen Details, so wie sie bei vielen Gebäuden dieser Art und Zweckbestimmung in ganz Deutschland zu finden sind. Seine Überarbeitung der Pläne hat sicher zu einem modernen Aussehen beigetragen, doch zeigt sich, dass auch da, wo er freie Hand hatte, wie etwa in den Restaurants, sich die Ansprüche eines solchen Betriebs in eigenartiger Weise mit den Gestaltungsprinzipien des Neuen Bauens reiben. Seine Architektur ist dabei nicht auftrumpfend, modern, eher zurückhaltend und von den strukturellen Gegebenheiten des Baus bestimmt, die durch farbliche Gestaltung hervorgehoben werden. Die innere Ausstattung verzichtet dabei bewusst auf die ästhetische Überhöhung, die sich bei den gleichzeitigen Arbeiten von Breuer findet.
Als Hotel war das Gebäude für den Ort und die Region überdimensioniert. Das Haus lief damals in den 1920er- und 1930er-Jahren nur rentabel, weil Itting alles selbst herstellte und das Haus so mit Lebensmitteln aus eigens angelegten Gärten, Strom und Wärme versorgte.
1935 wurde das Haus des Volkes um Kleinkaliberschießstände erweitert, welche bereits von Arndt geplant waren.
Am 31. Dezember 1936 musste der Schriftzug „Haus des Volkes“ auf Drängen der Nationalsozialisten vom Gebäude entfernt werden. Angeblich hätte der Name einen falschen Eindruck unter den „Volksgenossen“ erweckt.

### Nach 1945
Zur Zeit der DDR wurde es für Veranstaltungen im Saal intensiv genutzt. Unten in den ehemaligen Hotelzimmern waren die regionalen Zolldienststellen untergebracht. Probstzella lag während der DDR im Sperrgebiet ihrer Grenze, und um hier die Menschen den einschränkenden Verhältnissen gegenüber günstig zu stimmen, wurden hier viele Veranstaltungen abgehalten. Das Gebäude wurde optimal ausgenutzt und auch sehr gepflegt. Im Park gab es Freiluftveranstaltungen, Konzerte und ähnliche Ereignisse.
1970/71 wurde an der Südseite ein Speisesaal mit Küche angebaut und der gesamte Eingangsbereich daneben wurde auch neu gestaltet. Durch weitere Umbauarbeiten auch im Innern wurde das Lüftungssystem unwirksam.

### Seit 1990
Im Jahre 1995 wurde das Haus des Volkes mit seinem Park und den Nebengebäuden sowie Garagen zum Kulturdenkmal eingestuft. 2003 kam der Gebäudekomplex zur Versteigerung und er zählt nach einer Sanierung wieder zu den prägnanten Baudenkmalen in Probstzella. Am 15. Oktober 2013 erhielt das Gebäude seinen Schriftzug „Haus des Volkes“ an der großen Straßenfassade nach 76 Jahren zurück.

Bauhaus-Hotel „Haus des Volkes“ Probstzella
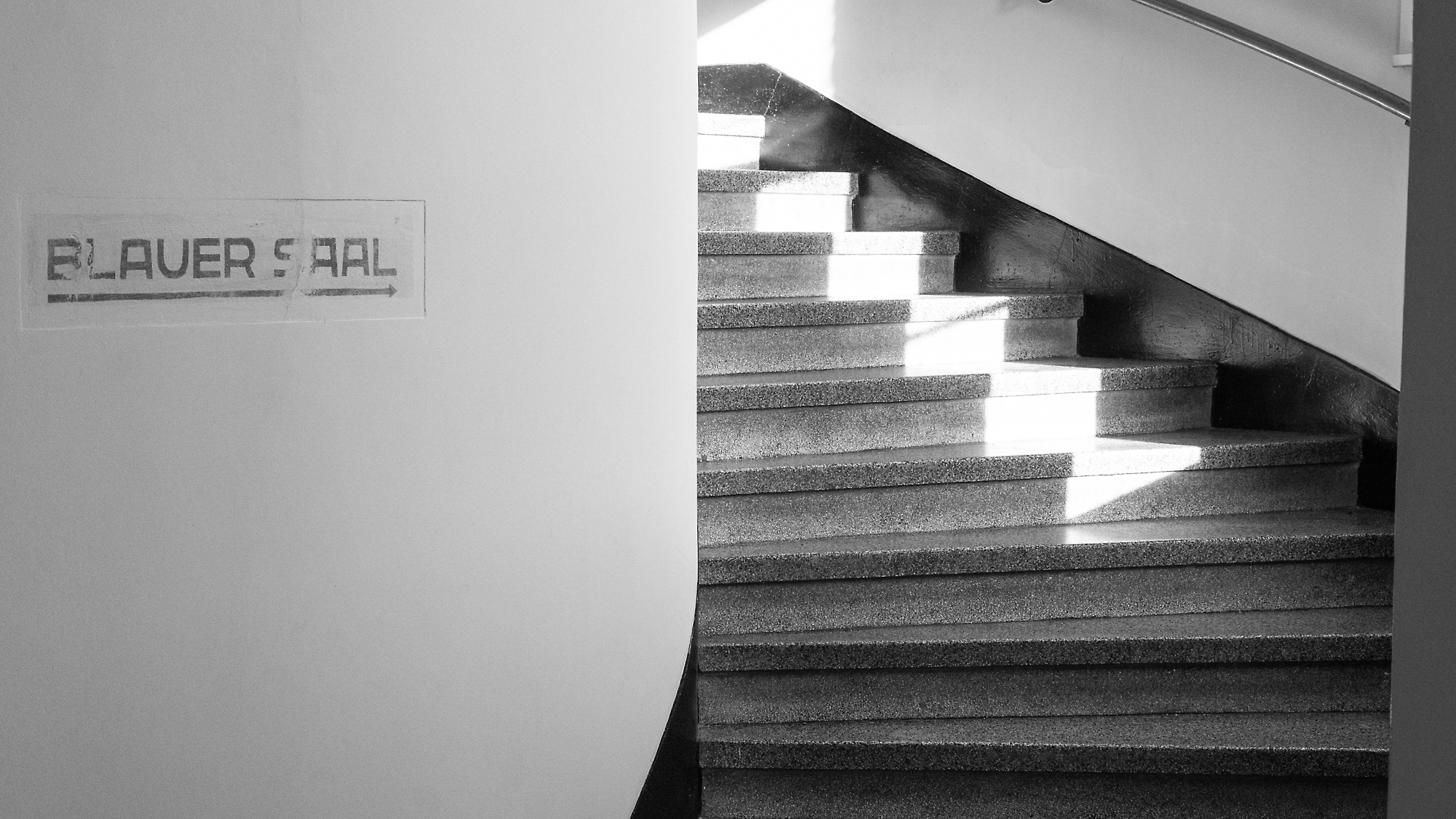
Treppenhaus (2019)
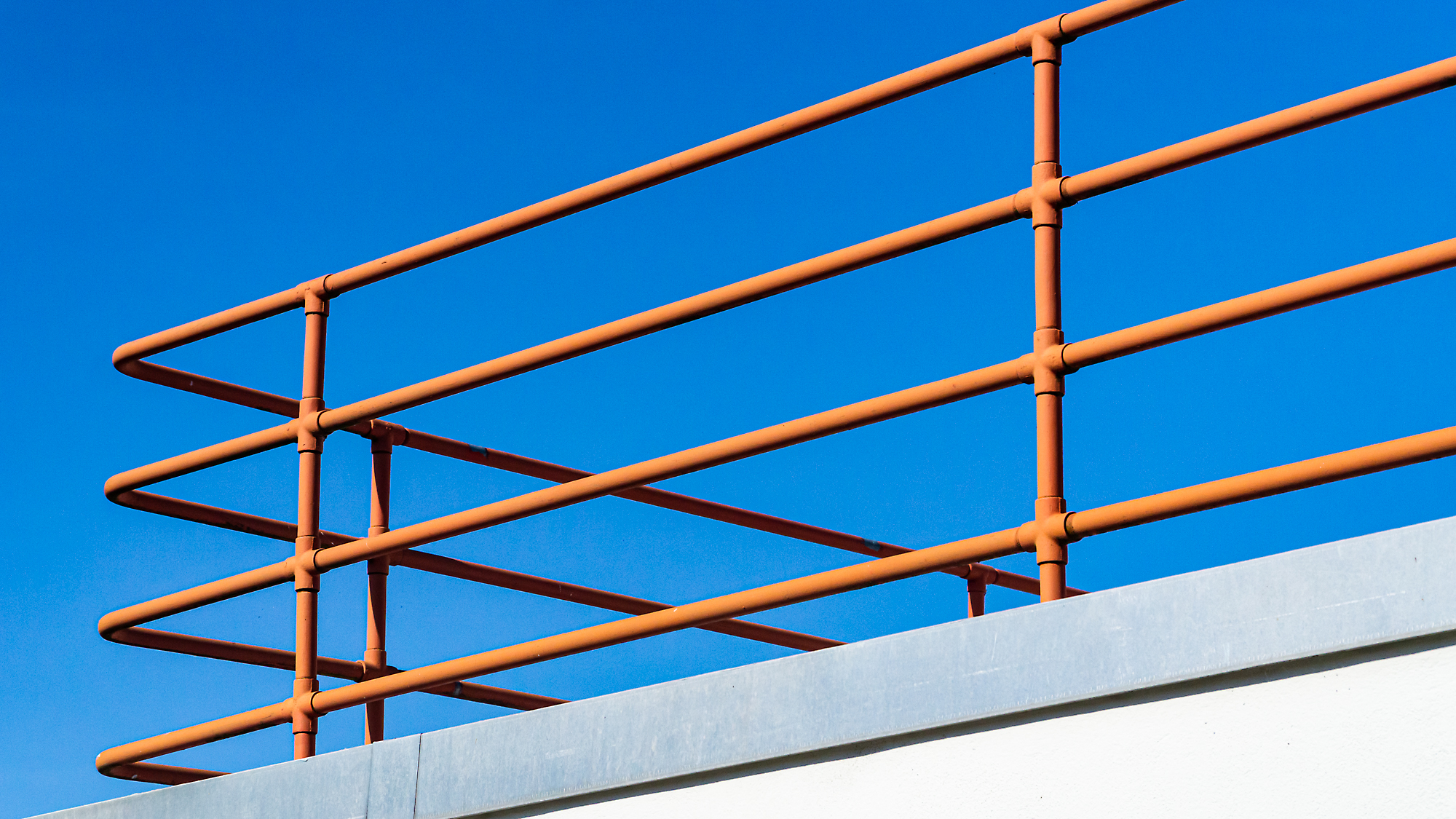
Dachgeländer aus Standard-Elementen (2019)
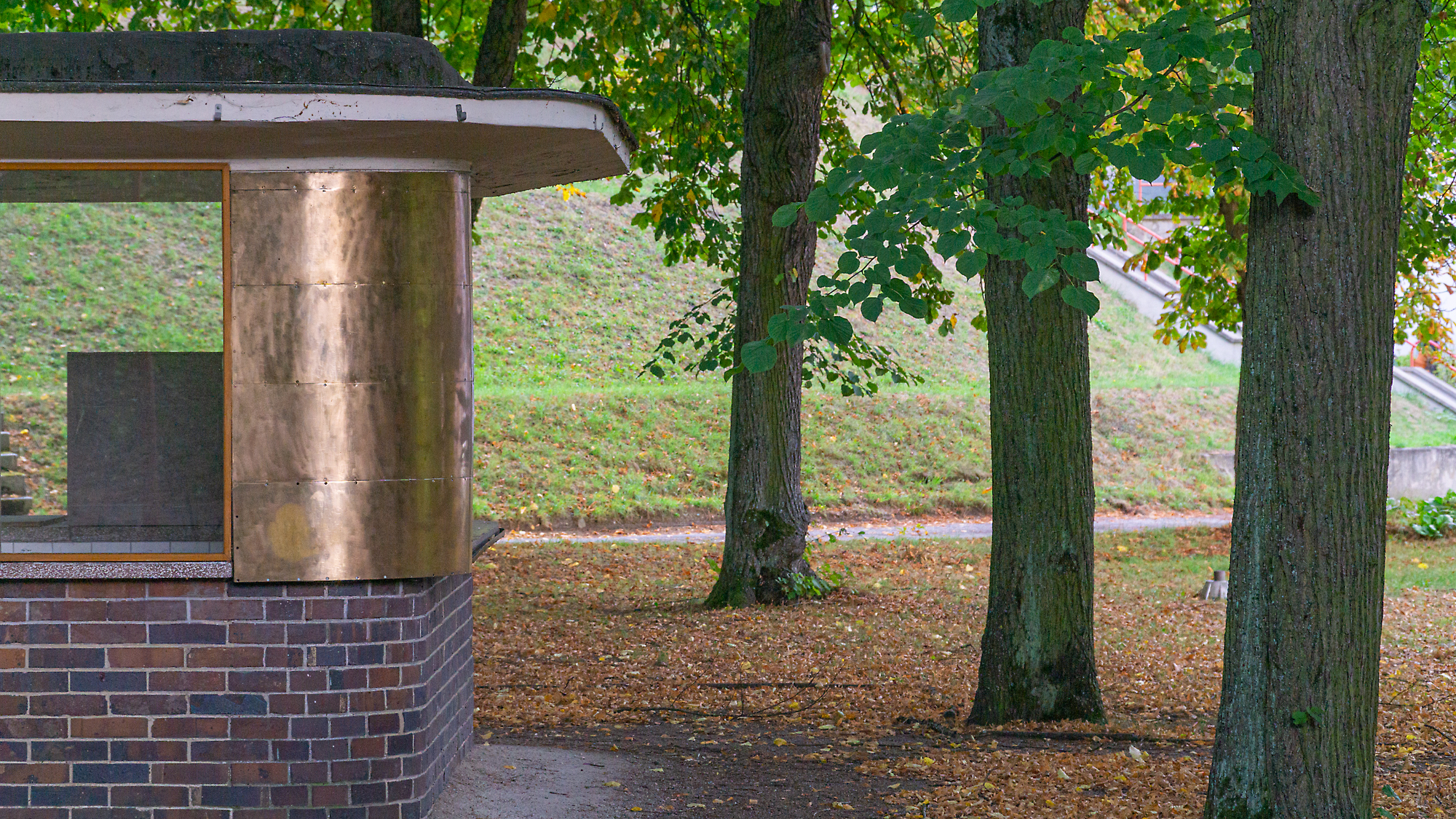
„Kiosk“ im Park (2019)